# Program Constellation
Program Constellation (anglicky Constellation program, CxP) byl kosmický program amerického Národního úřadu pro letectví a kosmonautiku (NASA), jehož cílem bylo vyvinutí nové generace kosmických dopravních prostředků. Program byl součástí a konkretizací Vizí průzkumu kosmu, politiky Spojených států amerických v oblasti průzkumu vesmíru, vytyčené prezidentem George W. Bushem v lednu 2004.
Zahrnoval vývoj nosných raket Ares I a Ares V, kosmické lodě Orion a lunárního přistávacího modulu Altair. Výše uvedené prostředky měly sloužit k zásobování mezinárodní vesmírné stanice ISS, obnovení pilotovaných letů na Měsíc, výhledově i k pilotovaným letům k planetě Mars. Maximálně se využívaly technologie (a dodavatelé) programu Space Shuttle.
Přílišné finanční náklady a zpožďování vývoje vedly po nástupu administrativy prezidenta Baracka Obamy k přehodnocení kosmické politiky Spojených států a ke zrušení programu Constellation. Prezidentský návrh rozpočtu Spojených států na rok 2011 z 1. února 2010 už v kapitole věnované NASA výdaje na program Constellation nezahrnoval. V nové koncepci americké kosmonautiky, představené Obamou v dubnu 2011, ze zrušeného Constellationu přežil Orion, nyní jako MPCV (Multi-Purpose Crew Vehicle, Víceúčelová pilotovaná loď) a vývoj Aresů byl nahrazen vývojem těžkého nosiče SLS (Space Launch System).

## Vyvíjené dopravní prostředky
V rámci programu byly nově vyvíjeny čtyři klíčové komponenty:
- nosné rakety Ares I a Ares V,
- kosmická loď Orion,
- lunární výsadkový modul Altair (dříve nazývaný LSAM – Lunar Surface Access Module),[1]
- kosmický tahač EDS (Earth Departure Stage).

Většina prostředků programu Constellation maximálně zužitkovávala technologie, které byly vyvinuty a používány v rámci amerického programu kosmických raketoplánů. Vlastní kosmická loď Orion pak do značné míry využívala řešení lodi Apollo, využívané v rámci amerických letů na Měsíc na přelomu 60. a 70. let 20. století.

### Kosmická loď Orion

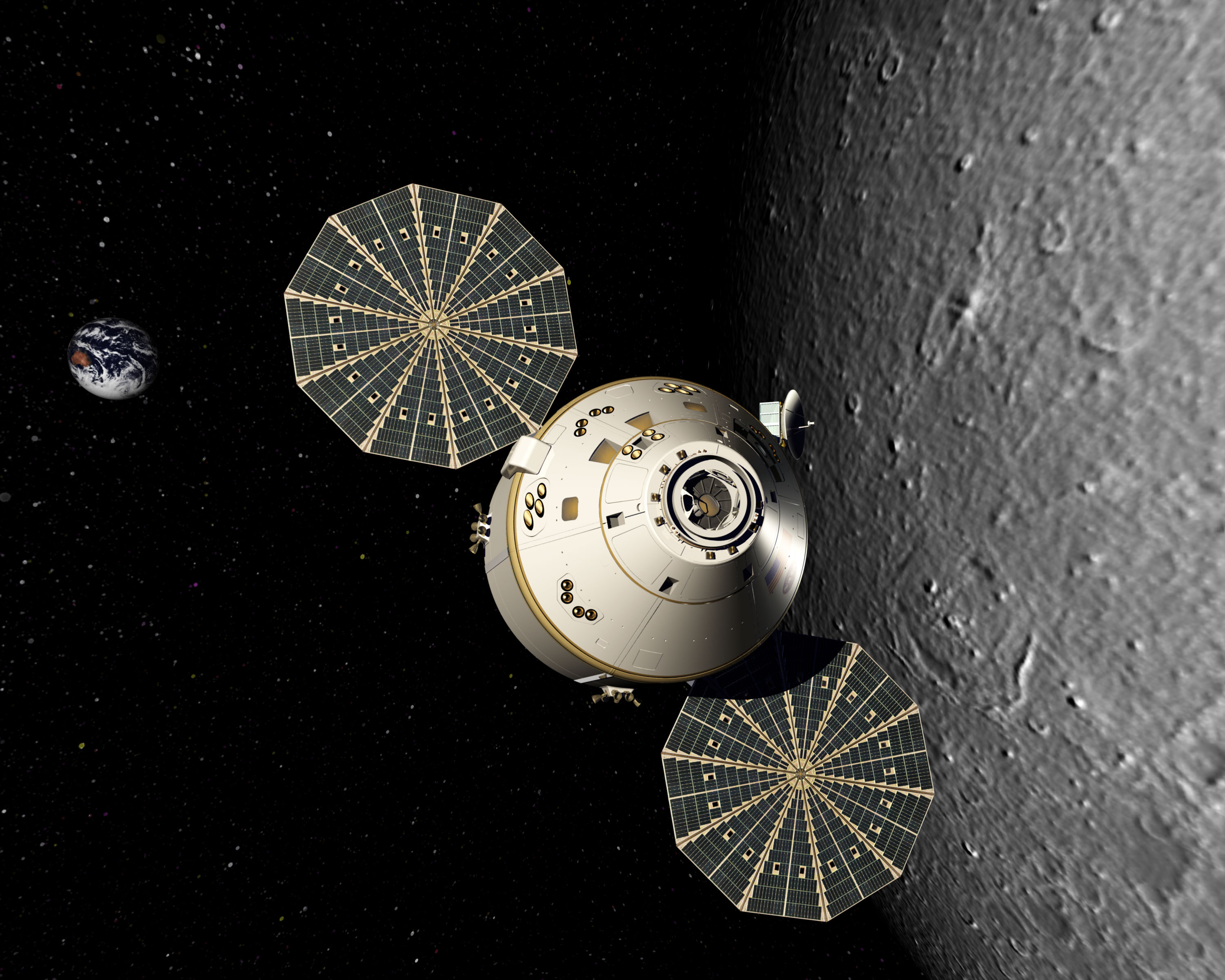
Kosmická loď Orion na oběžné dráze Měsíce

Kosmická loď Orion se skládala ze dvou částí:
- Velitelský návratový modul (Crew Module – CM) podobný návratovému modulu lodi Apollo, ovšem zvětšený tak, aby poskytl dostatek prostoru pro šestičlennou posádku. Návratový modul lodi Orion měl být vícenásobně použitelný s předpokládanou životností 10 misí.
- Válcový servisní modul (Service Module – SM) obsahující pohonné systémy, solární panely a zásoby.

Předpokládalo se vyvinutí několik různých variant velitelského modulu pro specifické mise.
Varianta Blok I měla být určená pro pilotované a zásobovací lety ke stanici ISS a lety na oběžné dráze Země. Varianty Blok II a Blok III pak pro lety k Měsíci a do vzdálenějších oblastí sluneční soustavy.

### Rakety řady Ares

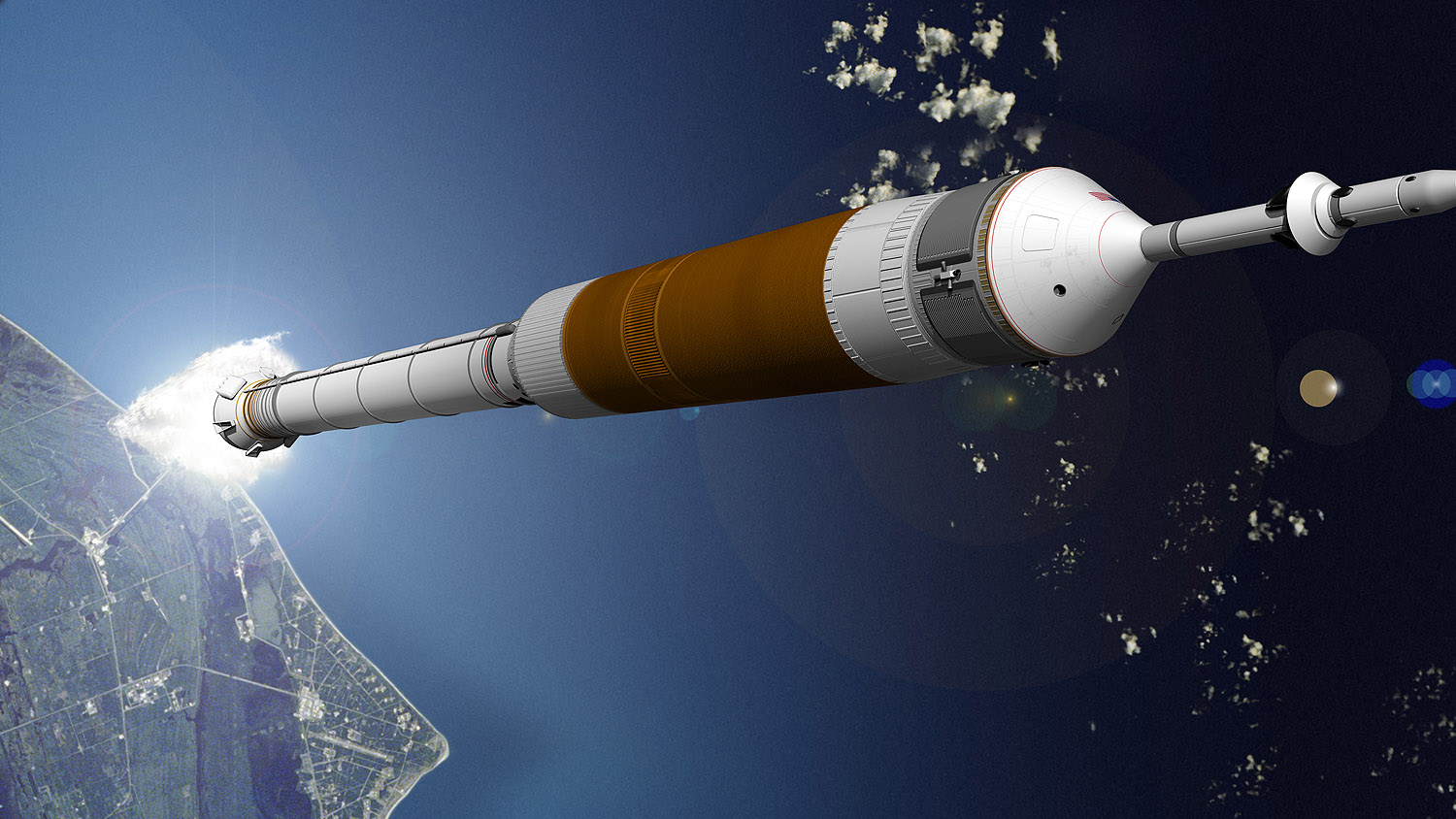
Náčrt nosné rakety Ares I startující ze Země.

V říjnu 2008 se předpokládalo, že kosmická loď Orion bude vynášena na nízkou oběžnou dráhu Země pomocí nosné rakety Ares I. Ares I, dříve označovaný jako „Crew Launch Vehicle (CLV)“, využíval ve svém prvním stupni raketový motor na tuhé pohonné hmoty odvozený od urychlovacího bloku SRB kosmického raketoplánu. Druhý stupeň nosiče pak měl spaloval kapalné pohonné látky v motoru J-2, vyvinutém během 60. let 20. století v rámci programu Apollo.
Pro vynášení těžších nákladů, zejména lunárního výsadkového modulu Altair, se počítalo s mohutnější těžkou raketou Ares V, rovněž založenou na technologiích vyvinutých a ověřených v rámci programu Space Shuttle.
Názvy raket Ares I a Ares V byly reminiscencí na nosiče Saturn I a Saturn V, které byly vyvinuty během programu Apollo.

### Lunární výsadkový modul Altair

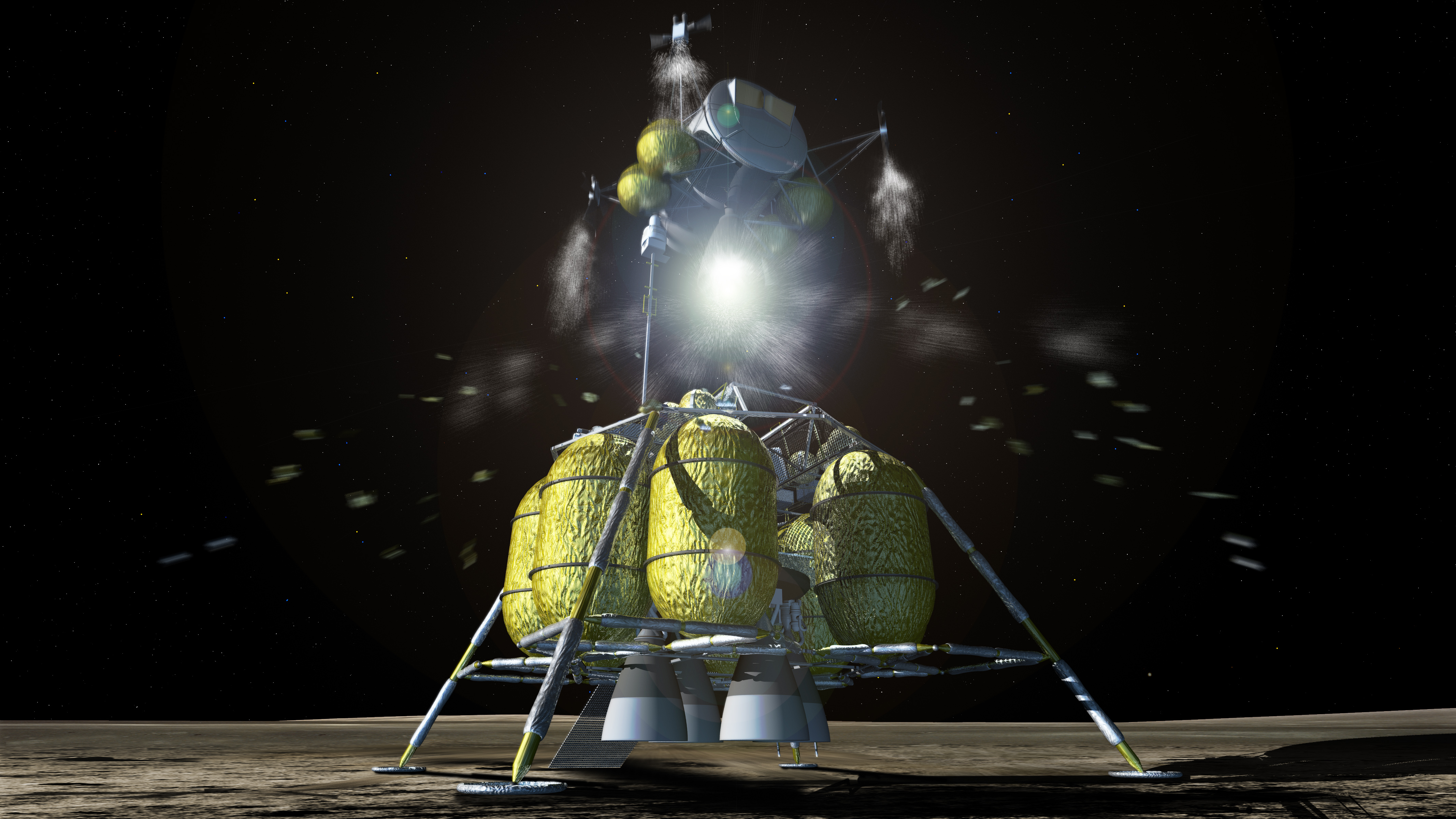
Lunární výsadkový modul Altair

Lunární výsadkový modul Altair měl být hlavním prostředkem zabezpečujícím transport mezi oběžnou drahou Měsíce a měsíčním povrchem. Neměl se tedy vracet na Zemi a žádná jeho část nebyla plánována jako znovupoužitelná.
 Podobně jako lunární modul programu Apollo měl být Altair složen ze dvou částí:
- Startovacího modulu s prostorem pro 4 astronauty.
- Přistávacího modulu vybaveného 4 teleskopickými přistávacími podpěrami a nesoucího většinu zásob (voda, kyslík) a vědeckého vybavení.

Lunární výsadkový modul Altair měl být na rozdíl od svého předchůdce z programu Apollo schopen výsadků i v polárních oblastech Měsíce, ve kterých se do budoucna počítalo s vybudováním stálé lunární základny.

### Kosmický tahač

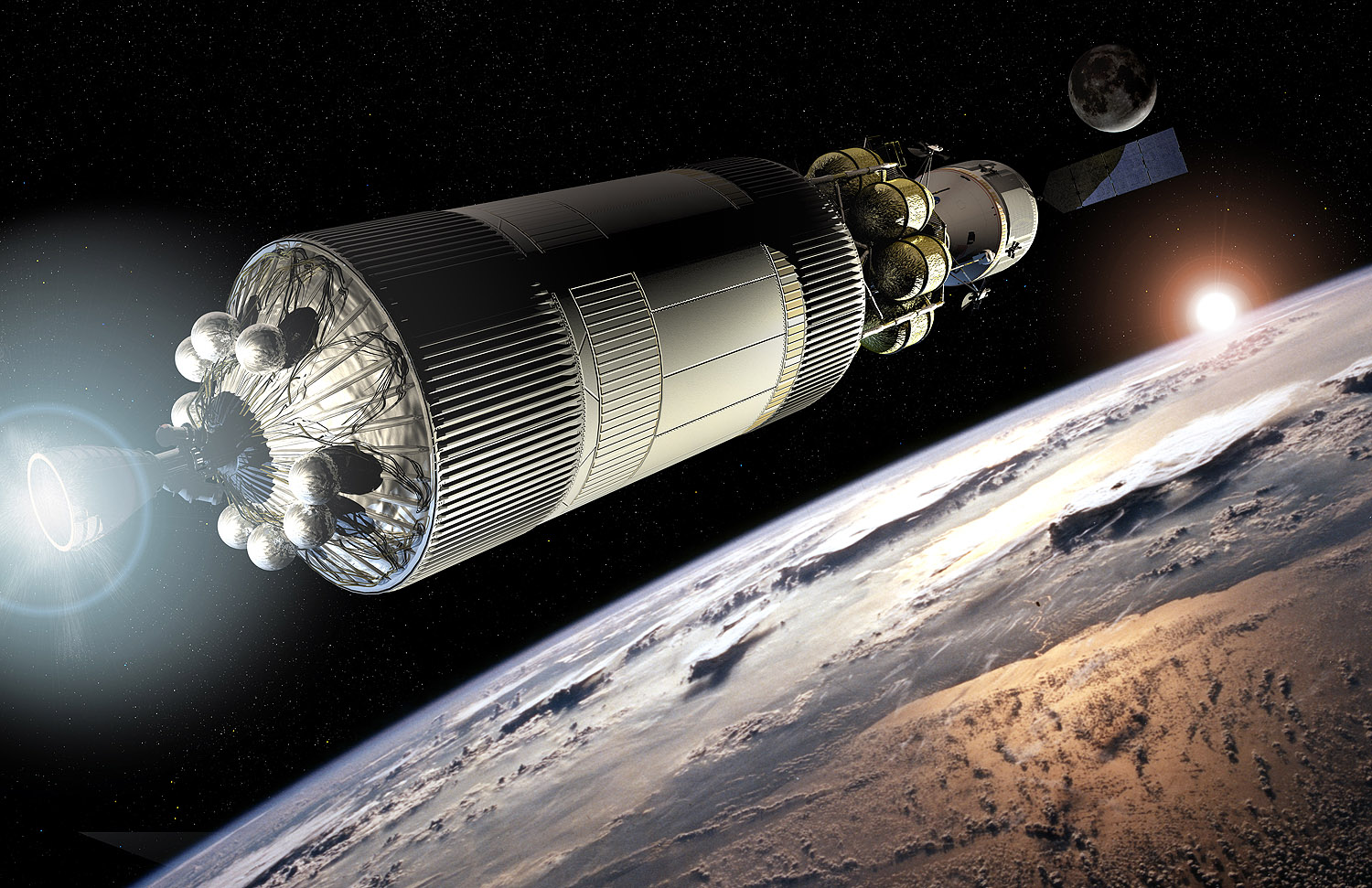
Kosmický tahač – Earth Departure Stage

Kosmický tahač Earth Departure Stage – EDS měl být hlavním pohonným systémem, který měl zabezpečovat dopravu kompletní sestavy Orion-Altair z nízké oběžné dráhy Země na oběžnou dráhu Měsíce. Společně s výsadkovým modulem Altair měl být vypouštěn pomocí nosné rakety Ares V. Kosmická loď Orion měla být vypuštěna samostatně pomocí rakety Ares I. Na oběžné dráze Země mělo dojít k setkání a spojení všech 3 prvků a výsledná sestava měla být tahačem urychlena na takovou rychlost, aby doletěla do oblasti Měsíce. Poté mělo dojít k oddělení tahače od zbytku sestavy a k mírné změně jeho dráhy tak, aby nedopadl na měsíční povrch a nedošlo ke kolizi se sestavou kosmické lodě.

## Seznam plánovaných misí
NASA zveřejnila v říjnu 2006 předběžný plán misí programu Constellation do konce roku 2019.
| Pořadí         | Měsíc          | Rok            | Označení       | Délka letu     | Posádka        | Vypouštěcí rampa | Poznámky |
| Plánované mise | Plánované mise | Plánované mise | Plánované mise | Plánované mise | Plánované mise | Plánované mise   | Plánované mise |
| -------------- | -------------- | -------------- | -------------- | -------------- | -------------- | ---------------- | --- |
| 1              | duben          | 2009           | Ares I-1       | ~2 min.        | 0              | 39B              | Test prvního stupně rakety Ares I v konfiguraci čtyřsegmentového SRB a makety 5. segmentu. Zbytek rakety (druhý stupeň a loď Orion) byla také hmotnostní a rozměrová maketa. Test proběhl 28. října 2009. |
| 2              | září           | 2012           | Ares I-2       | ~8 min         | 0              | 39B              | První test operační konfigurace rakety Ares I. |
| 3              | říjen          | 2013           | Orion 3        | ~14d           | 0              | 39B              | První let kosmické lodi Orion. |
| 4              | říjen          | 2013           | Orion 4        | ~14d           | 0              | 39B              | Generální zkouška lodi Orion před prvním pilotovaným letem. Včetně setkání se stanicí ISS. |
| 5              | březen         | 2014           | Orion 5        | ~14d           | 2              | 39B              | První pilotovaný let lodi Orion ke stanici ISS. |
| 6              | září           | 2014           | Orion 6        | ~90d           | 0              | 39B              | První zásobovací let na stanici ISS. |
| 7              | březen         | 2015           | Orion 7        | ~180d          | 3              | 39B              | První pilotovaný let na stanici ISS – výměna základní posádky stanice. |
| 8              | září           | 2015           | Orion 8        | ~30d           | 0              | 39B              | Zásobovací let na stanici ISS. |
| 9              | březen         | 2016           | Orion 9        | ~30d           | 0              | 39B              | Zásobovací let na stanici ISS. |
| 10             | září           | 2016           | Orion 10       | ~180d          | 3              | 39B              | Poslední pilotovaný let na stanici ISS – výměna základní posádky stanice. |
| ?              | ?              | 2017?          | Orion 11       | ~30d           | 0              | 39B              | Poslední zásobovací let na stanici ISS – výměna základní posádky stanice. |
| 12             | červen         | 2018           | Ares V-1       |                | 0              | 39A              | Testovací let rakety Ares V |
| 13             | únor           | 2019           | LSAM 2         |                | 0              | 39A              | Testovací let lunárního výsadkového modulu Altair. |
| 14             | červen         | 2019           | Orion 12       | 21d            | 4              | 39B              | Generální pilotovaná zkouška lodi Orion a lunárního výsadkového modulu Altair na oběžné dráze Měsíce. První pilotovaná lunární mise od roku 1972.                                                         |
| 15             | prosinec       | 2019           | LSAM 3         |                | 0              | 39A              | Vypuštění lunárního výsadkového modulu Altair pro misi Orion 13. |
| 16             | prosinec       | 2019           | Orion 13       | 21d            | 4              | 39B              | Sedmý pilotovaný let s přistáním na Měsíci. První v rámci programu Constellation. |
| 17             | červen         | 2020           | LSAM 4         |                | 0              | 39A              | Vypuštění lunárního výsadkového modulu Altair pro misi Orion 14. |
| 18             | srpen          | 2020           | Orion 14       | 21d            | 4              | 39B              | Osmý pilotovaný let s přistáním na Měsíci. Druhý v rámci programu Constellation. |

## Průběh realizace programu
Kvůli nedostatku finančních prostředků a světové hospodářské krizi byla reálnost uskutečnění programu zpochybňována.
Nová administrativa prezidenta Baracka Obamy přehodnotila kosmickou politiku Spojených států, což vedlo ke zrušení programu Constellation. Prezidentský návrh rozpočtu Spojených států na rok 2011 z 1. února 2010 už v kapitole věnované NASA výdaje na Constellation nezahrnoval. Pro rok 2010 ovšem práce v rámci programu pokračovaly, v květnu 2010 například testem záchranného systému (Pad Abort) lodi Orion. V dubnu 2010 Obama představil nový směr americké vesmírné budoucnosti. Pod tlakem zastánců Constellationu, i dodavatelů ohrožených jeho zrušením, do nového plánu zahrnul vývoj záchranné lodi pro posádku Mezinárodní vesmírné stanice, navazující na Orion a novou nosnou raketu nahrazující Aresy, taktéž vyvíjenou s využitím dědictví po Shuttlech.
Zrušení programu Constellation tak Orion přežil, od roku 2011 pod novým názvem „Víceúčelová pilotovaná loď“ (Multi-Purpose Crew Vehicle, MPCV). Nový těžký nosič SLS (Space Launch System) má poprvé vzlétnout roku 2022.